# Eugnathia cithara
Eugnathia cithara är en fjärilsart som beskrevs av Swinhoe 1902. Eugnathia cithara ingår i släktet Eugnathia och familjen nattflyn. Inga underarter finns listade i Catalogue of Life.